# Campionato mondiale di hockey su prato 2002
L'edizione del 2002 della Coppa del Mondo di hockey maschile è stata la 10a rassegna mondiale del torneo di hockey su prato e si è tenuta dal 24 febbraio al 9 marzo 2002 al Malaysia National Hockey Stadium di Kuala Lumpur in Malaysia.
Si è trattata della seconda edizione dei mondiali di hockey che ha visto la Malaysia come paese ospitante, dopo quella del 1975.
I detentori olandesi del titolo del 1998 hanno visto il loro cammino interrompersi in semifinale, perdendo dall'Australia per 4-1.
Il mondiale è stato vinto dalla Germania che ha sconfitto in finale l'Australia per 2-1, ottenendo così il primo titolo iridato.
La finale per il terzo posto è andata all'Olanda che ha sconfitto la Corea del Sud con un golden goal.
Considerate le condizioni calde e umide in Malaysia, la FIH ha deciso per questo mondiale di incrementare il numero di giocatori per squadra da 16 a 18 e di innalzare il numero delle squadre partecipanti dallo standard di 12 - come nelle 5 precedenti edizioni - a 16.

## Qualificazioni
Tutte le squadre che hanno vinto la rassegna continentale di riferimento in una delle cinque confederazioni e la nazione ospitante si sono qualificate automaticamente al campionato del mondo. La Federazione europea ha ottenuto degli slot supplementari in base alla classifica mondiale della International Hockey Federation. L'Inghilterra e il Pakistan si sono classificati come 4° e 6° alle Olimpiadi di Sydney 2000. Infine, i cinque slot residui sono andati alle tre squadre che hanno vinto i turni di qualificazioni.
| Data                      | Evento                                                   | Luogo                  | Squadra qualificata                                          |
| ------------------------- | -------------------------------------------------------- | ---------------------- | ------------------------------------------------------------ |
|                           | Paese ospitante                                          | Malaysia               | Malaysia                                                     |
| 1-12 settembre 1999       | Campionato europeo di hockey su prato maschile 1999      | Padova, Italia         | Germania Paesi Bassi                                         |
| 18-28 settembre 1999      | Campionato asiatico di hockey su prato maschile del 1999 | Kuala Lumpur, Malaysia | Corea del Sud                                                |
| 13-20 maggio 2000         | Campionato africano di hockey su prato maschile del 2000 | Bulawayo, Zimbabwe     | Sudafrica                                                    |
| 22 giugno - 2 luglio 2000 | Coppa Panamericana 2000                                  | L'Avana, Cuba          | Cuba                                                         |
| 16-30 settembre 2000      | Olimpiadi di Sydney 2000                                 | Sydney, Australia      | Inghilterra Pakistan                                         |
| 2001                      | Coppa d'Oceania del 2001                                 | Melbourne, Australia   | Australia                                                    |
| 19-27 luglio 2001         | Qualificazioni                                           | Changzhou, Cina        | Argentina Spagna Polonia Belgio India Giappone Nuova Zelanda |

## Arbitri
- Xavier Adell
- Santiago Deo
- Henrik Ehlers
- Peter Elders
- David Gentles
- Steve Graham
- Murray Grime
- Han Jin-soo
- Hamish Jamson
- Jason McCracken
- Keith Roper

- Clive McMurray
- Raymond O'Connor
- Sumesh Putra
- Mahmood Butt Raashed
- Edmundo Saladino
- Amarjit Singh
- Satinder Kumar
- Pedro Teixeira
- Richard Wolter
- John Wright

## Formula
16 squadre sono inizialmente state inserite in due gironi composti da otto (8) squadre ciascuno, in cui ogni squadra ha affrontato le altre appartenenti allo stesso girone. Le prime due di ogni gruppo si sono qualificate alle semifinali del torneo a eliminazione diretta, in cui le due vincenti hanno avuto accedesso alla finalissima per la medaglia d'oro, mentre le due perdenti hanno disputato la finale 3º-4º posto che assegna la medaglia di bronzo.

## Risultati

### Fase preliminare
Le migliori due squadre di ogni gruppo passano alle semifinali.
|  | Qualificate alle semifinali |
|  | Eliminate                   |

#### Gruppo A
| Squadra       | Pt | PG | V | P | S | GF | GS | Diff.za |
| ------------- | -- | -- | - | - | - | -- | -- | ------- |
| Germania      | 18 | 7  | 6 | 0 | 1 | 19 | 8  | 11      |
| Paesi Bassi   | 16 | 7  | 5 | 1 | 1 | 17 | 5  | 12      |
| Argentina     | 15 | 7  | 5 | 0 | 2 | 18 | 12 | 6       |
| Pakistan      | 12 | 7  | 4 | 0 | 3 | 16 | 9  | 7       |
| Spagna        | 11 | 7  | 3 | 2 | 2 | 12 | 11 | 1       |
| Nuova Zelanda | 6  | 7  | 2 | 0 | 5 | 9  | 18 | −9      |
| Sudafrica     | 4  | 7  | 1 | 1 | 5 | 7  | 19 | −12     |
| Belgio        | 0  | 7  | 0 | 0 | 7 | 7  | 23 | −16     |

#### Partite Gruppo A
| Arbitro: | Murray Grime Han Jin-soo |

|                                                      |           |  |
| Bashir 25’ Jawad 39’ Shabir 54’ Bashir 56’ Abbas 63’ | Marcatori |  |

| Arbitro: | Amarjit Singh Keith Roper |

|  |           |                    |
|  | Marcatori | Sala 19’ Ribas 53’ |

| Arbitro: | Raymond O'Connor David Gentles |

|                                                       |           |                       |
| Bechmann 25’ Weß 32’ Wein 34’ Michel 39’ Witthaus 62’ | Marcatori | Capurro 16’ Almad 55’ |

| Arbitro: | Henrik Ehlers Satinder Kumar |

|                                                   |           |  |
| Eikelboom 7’ Lomans 11’ Geeris 57’ de Nooijer 65’ | Marcatori |  |

| Arbitro: | Pedro Teixeira Hamish Jamson |

|                                |           |                        |
| Abbas 10’ Abbas 41’ Saleem 50’ | Marcatori | Khopolov 5’ Brooke 36’ |

| Arbitro: | Steve Graham Amarjit Singh |

|  |           |                                 |
|  | Marcatori | Domke 16’ Reinelt 21’ Domke 65’ |

| Arbitro: | Sumesh Putra David Gentles |

|           |           |                                 |
| Parag 10’ | Marcatori | Ribas 35’ Arnau 53’ Escarré 67’ |

| Arbitro: | Santiago Deo Murray Grime |

|                            |           |           |
| Brouwer 17’ de Nooijer 69’ | Marcatori | Lombi 11’ |

| Arbitro: | Han Jin-soo Keith Roper |

|           |           |                                                                 |
| Luycx 54’ | Marcatori | Eikelboom 15’ Klaver 21’ Taekema 33’ de Nooijer 44’ Taekema 67’ |

| Arbitro: | Xavier Adell Satinder Kumar |

|                                        |           |           |
| Almada 7’ Lombi 18’ Lombi 22’ Vila 70’ | Marcatori | Nicol 63’ |

| Arbitro: | Henrik Ehlers Raymond O'Connor |

|                      |           |                               |
| Michel 68’ Domke 70’ | Marcatori | Tubau 23’ Tubau 46’ Ribas 62’ |

| Arbitro: | Amarjit Singh Edmundo Saladino |

|                      |           |  |
| Ahmed 39’ Saleem 57’ | Marcatori |  |

| Arbitro: | Richard Wolter Hamish Jamson |

|              |           |            |
| Quintana 55’ | Marcatori | Klaver 16’ |

| Arbitro: | Murray Grime Keith Roper |

|           |           |                    |
| Nicol 35’ | Marcatori | Towns 14’ Hari 59’ |

| Arbitro: | Sumesh Putra Han Jin-soo |

|                           |           |          |
| MacCormik 46’ Paredes 59’ | Marcatori | Abbas 9’ |

| Arbitro: | Satinder Kumar Pedro Teixeira |

|  |           |                                       |
|  | Marcatori | Biederlack 24’ Reinelt 27’ Michel 54’ |

| Arbitro: | Clive McMurray Sumesh Putra |

|                         |           |          |
| Michel 33’ Bechmann 60’ | Marcatori | Gill 52’ |

| Arbitro: | Murray Grime Amarjit Singh |

|                    |           |                       |
| Amat 22’ Tubau 35’ | Marcatori | Abrahams 23’ King 70’ |

| Arbitro: | David Gentles Keith Roper |

|                |           |                              |
| Vandeweghe 45’ | Marcatori | Vila 34’ Lombi 44’ Lombi 64’ |

| Arbitro: | Henrik Ehlers Raymond O'Connor |

|            |           |                       |
| Saleem 55’ | Marcatori | Lomans 19’ Lomans 37’ |

| Arbitro: | Hamish Jamson Raymond O'Connor |

|                              |           |            |
| Lombi 3’ Vila 31’ Almada 66’ | Marcatori | Burrows 9’ |

| Arbitro: | John Wright Keith Roper |

|  |           |                     |
|  | Marcatori | Raza 60’ Bashir 67’ |

| Arbitro: | Steve Graham Satinder Kumar |

|                               |           |  |
| Nicol 29’ King 56’ Cullen 70’ | Marcatori |  |

| Arbitro: | Murray Grime Han Jin-soo |

|  |           |            |
|  | Marcatori | Michel 57’ |

| Arbitro: | Edmundo Saladino Hamish Jamson |

|                                            |           |                                      |
| Khopolov 30’ Vandeweghe 67’ Vandeweghe 70’ | Marcatori | Shaw 24’ Shaw 41’ Shaw 62’ Parag 64’ |

| Arbitro: | Clive McMurray Jason McCracken |

|                     |           |                               |
| Abbas 35’ Abbas 38’ | Marcatori | Reinelt 20’ Kunz 24’ Kunz 50’ |

| Arbitro: | Amarjit Singh David Gentles |

|  |           |                                      |
|  | Marcatori | de Nooijer 11’ Klaver 29’ Geeris 41’ |

| Arbitro: | Murray Grime Han Jin-soo |

|                                |           |          |
| Almada 15’ Vila 25’ Almada 35’ | Marcatori | Sala 24’ |

#### Gruppo B
| Squadra       | Pt | PG | V | P | S | GF | GS | Diff.za |
| ------------- | -- | -- | - | - | - | -- | -- | ------- |
| Australia     | 21 | 7  | 7 | 0 | 0 | 28 | 6  | 22      |
| Corea del Sud | 15 | 7  | 5 | 0 | 2 | 20 | 11 | 9       |
| Malaysia      | 13 | 7  | 4 | 1 | 2 | 14 | 13 | 1       |
| Inghilterra   | 12 | 7  | 4 | 0 | 3 | 15 | 7  | 8       |
| Giappone      | 10 | 7  | 3 | 1 | 3 | 10 | 15 | −5      |
| India         | 7  | 7  | 2 | 1 | 4 | 18 | 15 | 3       |
| Polonia       | 4  | 7  | 1 | 1 | 5 | 9  | 19 | −10     |
| Cuba          | 0  | 7  | 0 | 0 | 7 | 7  | 35 | −28     |

#### Partite Gruppo B
| Arbitro: | Xavier Adell Clive McMurray |

|                                |           |                                                                                |
| Abreus 19’ Lemus Rodriguez 20’ | Marcatori | Woon-kon 9’ Moon-ki 41’ Seung-tae 44’ Seok-Kyo 54’ Keon-wook 63’ Sung-hoon 67’ |

| Arbitro: | Edmundo Saladino John Wright |

|             |           |  |
| Mathews 54’ | Marcatori |  |

| Arbitro: | Richard Wolter Jason McCracken |

|                        |           |                       |
| Yamabori 10’ Ozawa 36’ | Marcatori | Pillay 41’ Thakur 47’ |

| Arbitro: | Peter Elders Mahmood Butt Raashed |

|  |           |                                |
|  | Marcatori | McCann 41’ Elder 49’ Elder 68’ |

| Arbitro: | Henrik Ehlers Peter Elders |

|                            |           |                  |
| Woon-kon 20’ Seung-tae 66’ | Marcatori | Jugraj Singh 70’ |

| Arbitro: | Xavier Adell John Wright |

|  |           |          |
|  | Marcatori | Aziz 27’ |

| Arbitro: | Sumesh Putra Richard Wolter |

|            |           |  |
| George 53’ | Marcatori |  |

| Arbitro: | Mahmood Butt Raashed Jason McCracken |

|                                                      |           |                     |
| Choczaj 16’ Grzeszczak 47’ Mikula 57’ S. Choczaj 70’ | Marcatori | Blanco Hernandez 5’ |

| Arbitro: | Steve Graham Hamish Jamson |

|                                 |           |                                    |
| Shanmugan 2’ Raj 19’ Nawawi 31’ | Marcatori | Daljit Singh 51’ Prabjot Singh 58’ |

| Arbitro: | Clive McMurray Santiago Deo |

|             |           |                                                       |
| Choczaj 38’ | Marcatori | Dwyer 35’ McCann 51’ Victory 57’ Elder 62’ McCann 67’ |

| Arbitro: | David Gentles John Wright |

|                                                                             |           |  |
| Hall 4’ Mathews 19’ Goudie 32’ Pearn 35’ Bertram 57’ Sharpe 64’ Mathews 68’ | Marcatori |  |

| Arbitro: | Mahmood Butt Raashed Pedro Teixeira |

|                                 |           |  |
| Jung-seon 24’ Seung-tae 41’ 60’ | Marcatori |  |

| Arbitro: | Steve Graham Mahmood Butt Raashed |

|                                                                   |           |  |
| Dwyer 3’ Victory 15’ Victory 39’ Gaudoin 41’ McCann 66’ Smith 70’ | Marcatori |  |

| Arbitro: | Raymond O'Connor Peter Elders |

|            |           |                         |
| Mikuła 45’ | Marcatori | Tobita 63’ Katayama 70’ |

| Arbitro: | Santiago Deo Clive McMurray |

|                               |           |                        |
| Hall 11’ Hall 46’ Bertram 53’ | Marcatori | Tirkey 45’ Dhillon 56’ |

| Arbitro: | Jason McCracken Henrik Ehlers |

|                                       |           |                                          |
| Shanmuganathan 23’ Shanmuganathan 54’ | Marcatori | Keon-wook 15’ Jung-seon 21’ Woon-kon 28’ |

| Arbitro: | Jason McCracken Edmundo Saladino |

|  |           |                                                       |
|  | Marcatori | Hiskins 2’ Wells 8’ Victory 50’ Wells 55’ Victory 70’ |

| Arbitro: | Edmundo Saladino Jason McCracken |

|  |           |                                                   |
|  | Marcatori | Tirkey 9’ Daljit Singh 14’ Thakur 16’ Dhillon 52’ |

| Arbitro: | Pedro Teixeira Han Jin-soo |

|                                                          |           |  |
| Jong-hyun 10’ Jung-chul 15’ Kyung-seok 16’ Jung-seon 23’ | Marcatori |  |

| Arbitro: | John Wright Peter Elders |

|             |           |                     |
| Mathews 64’ | Marcatori | Singh 9’ Madzli 41’ |

| Arbitro: | Sumesh Putra Mahmood Butt Raashed |

|             |           |                           |
| Mathews 65’ | Marcatori | Yamabori 15’ Yamabori 24’ |

| Arbitro: | Henrik Ehlers Edmundo Saladino |

|                                                           |           |                                   |
| Aziz 11’ Fairuz 26’ Shanmuganathan 29’ Shanmuganathan 40’ | Marcatori | Garcia 8’ Rodriguez Hernandez 16’ |

| Arbitro: | Richard Wolter Peter Elders |

|             |           |                                                          |
| Choczaj 23’ | Marcatori | Daljit Singh 5’ Dhillon 16’ Prabjot Singh 26’ Pillay 68’ |

| Arbitro: | Santiago Deo Pedro Teixeira |

|                                              |           |                             |
| Webster 8’ Elder 14’ Hiskins 41’ Hiskins 43’ | Marcatori | Seung-tae 28’ Jung-seon 62’ |

| Arbitro: | Satinder Kumar Xavier Adell |

|                                 |           |                                                   |
| Blanco Hernandez 19’ Garcia 30’ | Marcatori | Yamabori 26’ Takahashi 33’ Karuo 62’ Yamabori 64’ |

| Arbitro: | Santiago Deo John Wright |

|                         |           |  |
| Mathews 31’ Mathews 33’ | Marcatori |  |

| Arbitro: | Raymond O'Connor Steve Graham |

|                                                 |           |                                                     |
| Victory 42’ Hiskins 51’ Livermore 59’ Smith 63’ | Marcatori | Jugraj Singh 25’ Daljit Singh 45’ Prabjot Singh 67’ |

| Arbitro: | Peter Elders Richard Wolter |

|                               |           |                             |
| Gaczkowski 13’ Gaczkowski 46’ | Marcatori | Mohan 8’ Shanmuganathan 62’ |

### Classifica dal quinto al sedicesimo posto
|  | Eliminatorie | Eliminatorie | Eliminatorie |        |           | 13º classificato | 13º classificato | 13º classificato |  |
|  |              |              |              |        |           |                  |                  |                  |  |
|  | Sudafrica    | Sudafrica    | 5            |        |           |                  |                  |                  |  |
|  | Sudafrica    | Sudafrica    | 5            |        |           |                  |                  |                  |  |
|  | Cuba         | Cuba         | 1            |        |           |                  |                  |                  |  |
|  | Cuba         | Cuba         | 1            |        | Sudafrica | Sudafrica        | 5                |                  |  |
|  |              |              |              |        | Sudafrica | Sudafrica        | 5                |                  |  |
|  |              |              | Belgio       | Belgio | 4         |                  |                  |                  |  |
|  | Belgio       | Belgio       | Belgio       | Belgio | 4         | 2                |                  |                  |  |
|  | Belgio       | Belgio       |              |        |           | 2                |                  |                  |  |
|  | Polonia      | Polonia      | 1            |        |           | 15º classificato | 15º classificato | 15º classificato |  |
|  | Polonia      | Polonia      | 1            |        |           |                  |                  |                  |  |
|  |              |              |              |        |           |                  |                  |                  |  |
|  |              |              |              |        |           | Polonia          | Polonia          | 3                |  |
|  |              |              |              |        |           | Polonia          | Polonia          | 3                |  |
|  |              |              |              |        |           | Cuba             | Cuba             | 0                |  |

#### Eliminatorie
| Arbitro: | Sumesh Putra Satinder Kumar |

|                                                 |           |                    |
| King 9’ Nicol 10’ Clark 11’ Nicol 30’ Smith 56’ | Marcatori | Sayas Gonzalez 27’ |

| Arbitro: | Xavier Adell David Gentles |

|                         |           |               |
| Coudron 41’ Coudron 44’ | Marcatori | Grotowski 54’ |

#### Quindicesimo e sedicesimo posto
| Arbitro: | Pedro Teixeira Mahmood Butt Raashed |

|                                          |           |  |
| Gaczkowski 47’ Witczak 60’ Grotowski 66’ | Marcatori |  |

#### Tredicesimo e quattordicesimo posto
| Arbitro: | Sumesh Putra Edmundo Saladino |

|                                                |           |                                                |
| King 44’ Nicol 57’ Clark 61’ King 70’ King 73’ | Marcatori | Reckinger 18’ Geens 30’ Brooke 41’ Coudron 56’ |

|  | Eliminatorie  | Eliminatorie  | Eliminatorie |       |               | 9º classificato  | 9º classificato  | 9º classificato  |  |
|  |               |               |              |       |               |                  |                  |                  |  |
|  | India         | India         | 3            |       |               |                  |                  |                  |  |
|  | India         | India         | 3            |       |               |                  |                  |                  |  |
|  | Spagna        | Spagna        | 0            |       |               |                  |                  |                  |  |
|  | Spagna        | Spagna        | 0            |       | Nuova Zelanda | Nuova Zelanda    | 2                |                  |  |
|  |               |               |              |       | Nuova Zelanda | Nuova Zelanda    | 2                |                  |  |
|  |               |               | India        | India | 1             |                  |                  |                  |  |
|  | Nuova Zelanda | Nuova Zelanda | India        | India | 1             | 3 (7)            |                  |                  |  |
|  | Nuova Zelanda | Nuova Zelanda |              |       |               | 3 (7)            |                  |                  |  |
|  | Giappone      | Giappone      | 3 (6)        |       |               | 11º classificato | 11º classificato | 11º classificato |  |
|  | Giappone      | Giappone      | 3 (6)        |       |               |                  |                  |                  |  |
|  |               |               |              |       |               |                  |                  |                  |  |
|  |               |               |              |       |               | Spagna           | Spagna           | 5                |  |
|  |               |               |              |       |               | Spagna           | Spagna           | 5                |  |
|  |               |               |              |       |               | Giappone         | Giappone         | 1                |  |

#### Eliminatorie
| Arbitro: | Peter Elders Amarjit Singh |

|                                        |           |  |
| Dhillon 7’ Jugraj Singh 19’ Thakur 27’ | Marcatori |  |

| Arbitro: | Keith Roper Steve Graham |

|                                                        |                |                                                                  |
| Parag 2’ Towns 22’ Burrows 66’                         | Marcatori      | Asai 27’ Yamahori 37’ Tobita 45’                                 |
| Gill Shaw Archibald Kosoof Couzins —— Gill Shaw Kosoof | Shootout 7 – 6 | Tobita Hirata Yamahori Katayama Hokaze —— Tobita Hirata Yamahori |

#### Undicesimo e dodicesimo posto
| Arbitro: | Clive McMurray Hamish Jamson |

|                                                         |           |              |
| Amat 32’ Fábregas 52’ Tubau 53’ Sanchez 56’ Escarré 70’ | Marcatori | Katayama 54’ |

#### Nono e decimo
| Arbitro: | Clive McMurray Hamish Jamson |

|                           |           |            |
| Archibald 59’ Burrows 64’ | Marcatori | Thakur 10’ |

|  | Eliminatorie | Eliminatorie | Eliminatorie |           |          | 5º classificato | 5º classificato | 5º classificato |  |
|  |              |              |              |           |          |                 |                 |                 |  |
|  | Argentina    | Argentina    | 2            |           |          |                 |                 |                 |  |
|  | Argentina    | Argentina    | 2            |           |          |                 |                 |                 |  |
|  | Inghilterra  | Inghilterra  | 1            |           |          |                 |                 |                 |  |
|  | Inghilterra  | Inghilterra  | 1            |           | Pakistan | Pakistan        | 5               |                 |  |
|  |              |              |              |           | Pakistan | Pakistan        | 5               |                 |  |
|  |              |              | Argentina    | Argentina | 3        |                 |                 |                 |  |
|  | Pakistan     | Pakistan     | Argentina    | Argentina | 3        | 2               |                 |                 |  |
|  | Pakistan     | Pakistan     |              |           |          | 2               |                 |                 |  |
|  | Malaysia     | Malaysia     | 1            |           |          | 7º classificato | 7º classificato | 7º classificato |  |
|  | Malaysia     | Malaysia     | 1            |           |          |                 |                 |                 |  |
|  |              |              |              |           |          |                 |                 |                 |  |
|  |              |              |              |           |          | Inghilterra     | Inghilterra     | 3               |  |
|  |              |              |              |           |          | Inghilterra     | Inghilterra     | 3               |  |
|  |              |              |              |           |          | Malaysia        | Malaysia        | 2               |  |

#### Eliminatorie
| Arbitro: | Pedro Teixeira John Wright |

|                     |           |          |
| Lombi 29’ Lombi 79’ | Marcatori | Hall 48’ |

| Arbitro: | Richard Wolter Han Jin-soo |

|                     |           |           |
| Abbas 19’ Ahmed 53’ | Marcatori | Rosli 59’ |

#### Settimo e ottavo
| Arbitro: | Jason McCracken Henrik Ehlers |

|                             |           |                        |
| Hall 32’ Hall 39’ Pearn 68’ | Marcatori | Boon Huat 16’ Aziz 43’ |

#### Quinto e sesto
| Arbitro: | Peter Elders Han Jin-soo |

|                                                   |           |                                    |
| Raza 22’ Abbas 24’ Abbas 62’ Nadeem 63’ Jawad 70’ | Marcatori | Lombi 11’ Zylberberg 29’ Lombi 45’ |

### Fase a eliminazione diretta

#### Tabellone
|  | Semifinali    | Semifinali    | Semifinali |           |          | Finale          | Finale          | Finale          |  |
|  |               |               |            |           |          |                 |                 |                 |  |
|  | Germania      | Germania      | 3          |           |          |                 |                 |                 |  |
|  | Germania      | Germania      | 3          |           |          |                 |                 |                 |  |
|  | Corea del Sud | Corea del Sud | 2          |           |          |                 |                 |                 |  |
|  | Corea del Sud | Corea del Sud | 2          |           | Germania | Germania        | 2               |                 |  |
|  |               |               |            |           | Germania | Germania        | 2               |                 |  |
|  |               |               | Australia  | Australia | 1        |                 |                 |                 |  |
|  | Australia     | Australia     | Australia  | Australia | 1        | 4               |                 |                 |  |
|  | Australia     | Australia     |            |           |          | 4               |                 |                 |  |
|  | Paesi Bassi   | Paesi Bassi   | 1          |           |          | Finale 3º posto | Finale 3º posto | Finale 3º posto |  |
|  | Paesi Bassi   | Paesi Bassi   | 1          |           |          |                 |                 |                 |  |
|  |               |               |            |           |          |                 |                 |                 |  |
|  |               |               |            |           |          | Paesi Bassi     | Paesi Bassi     | 2               |  |
|  |               |               |            |           |          | Paesi Bassi     | Paesi Bassi     | 2               |  |
|  |               |               |            |           |          | Corea del Sud   | Corea del Sud   | 1               |  |

#### Semifinali
| Arbitro: | Raymond O'Connor Murray Grime |

|                                        |           |                          |
| Emmerling 7’ Bechmann 40’ Witthaus 56’ | Marcatori | Woon-kon 4’ Woon-kon 46’ |

| Arbitro: | Henrik Ehlers Santiago Deo |

|                                          |           |           |
| Webster 9’ Dwyer 12’ Smith 39’ Dwyer 51’ | Marcatori | Booij 64’ |

#### Finale per il terzo posto
| Arbitro: | Richard Wolter Murray Grime |

|                            |           |              |
| van der Weide 68’ Buma 72’ | Marcatori | Seung-tae 9’ |

#### Finale
| Arbitro: | Santiago Deo Raymond O'Connor |

|                    |           |           |
| Kunz 34’ Domke 64’ | Marcatori | Elder 31’ |

| Campione del mondo di Hockey su prato del 2002 |
| ---------------------------------------------- |
| Germania 1º titolo                             |

## Squadra vincitrice
| Giocatore            | Status    |
| -------------------- | --------- |
| Clemens Arnold       | Portiere  |
| Christian Schulte    | Portiere  |
| Philipp Crone        | Giocatore |
| Jamilon Mülders      | Giocatore |
| Christian Wein       | Giocatore |
| Bjorn Michel         | Giocatore |
| Sascha Reinelt       | Giocatore |
| Oliver Domke         | Giocatore |
| Christoph Eimer      | Giocatore |
| Bjoern Emmerling     | Giocatore |
| Sebastian Biederlack | Giocatore |
| Michael Green        | Giocatore |
| Tibor Weissenborn    | Giocatore |
| Florian Kunz         | Capitano  |
| Christian Mayerhofer | Giocatore |
| Timo Wess            | Giocatore |
| Christoph Bechmann   | Giocatore |
| Matthias Witthaus    | Giocatore |

## Statistiche

### Classifica finale
| Classifica | Nazionale     |
| ---------- | ------------- |
| Oro        | Germania      |
| Argento    | Australia     |
| Bronzo     | Paesi Bassi   |
| 4          | Corea del Sud |
| 5          | Pakistan      |
| 6          | Argentina     |
| 7          | Inghilterra   |
| 8          | Malaysia      |
| 9          | Nuova Zelanda |
| 10         | India         |
| 11         | Spagna        |
| 12         | Giappone      |
| 13         | Sudafrica     |
| 14         | Belgio        |
| 15         | Polonia       |
| 16         | Cuba          |

### Classifica marcatori
| Giocatore            | Nazionale     | Reti |
| -------------------- | ------------- | ---- |
| Jorge Lombi          | Argentina     | 10   |
| Sohail Abbas         | Pakistan      | 9    |
| Dave Mathews         | Inghilterra   | 7    |
| Danny Hall           | Inghilterra   | 6    |
| Justin King          | Sudafrica     | 6    |
| Greg Nicol           | Sudafrica     | 6    |
| Seung Tae Song       | Corea del Sud | 6    |
| Craig Victory        | Australia     | 6    |
| Takahiko Yamahori    | Giappone      | 6    |
| Mario Almada         | Argentina     | 5    |
| Troy Elder           | Australia     | 5    |
| Shanmuganathan Kuhan | Malaysia      | 5    |
| Bjorn Michel         | Germania      | 5    |
| Teun De Noouer       | Paesi Bassi   | 4    |
| Oliver Domke         | Germania      | 4    |
| Jamie Dwyer          | Australia     | 4    |
| Jeremy Hiskins       | Australia     | 4    |
| Michael McCann       | Australia     | 4    |
| Baljit Singh         | India         | 4    |
| Daljit Singh         | India         | 4    |
| Deepak Thakur        | India         | 4    |
| Eduard Tubau         | Spagna        | 4    |
| Woon Kon Yeo         | Corea del Sud | 4    |

Fonte.

## Premi individuali
| Capocannoniere | Miglior giocatore | MVP della finale | Trofeo Fair Play |
| -------------- | ----------------- | ---------------- | ---------------- |
| Jorge Lombi    | Troy Elder        | Florian Kunz     | Sud Africa       |